# Karla Jay
Pour les articles homonymes, voir Jay.
Karla Jay, née Karla Jayne Berlin le 22 février 1947 à Brooklyn, est professeur de littérature anglaise et directrice du programme d'études féminines à l'Université Pace. Pionnière des études LGBT (comme Lillian Faderman), elle a publié de nombreux ouvrages.

## Biographie
Née à Brooklyn dans une famille juive conservatrice, elle suit les cours du Berkeley Institute, une école privée maintenant appelée Berkeley Carroll School (en). Au Barnard College, elle étudie le français et reçoit son diplôme en 1968, année où elle manifeste auprès des étudiants de l'Université Columbia.
Elle participe à plusieurs groupes et associations de féministes lesbiennes dès 1969 avec les Redstockings, puis au sein du Gay Liberation Front (GLF) après les émeutes de Stonewall en 1969. Elle a aussi participé à l'association Lavender Menace en réaction à des propos lesbophobes dans la communauté féministe. 
Elle a en particulier encouragé l'expression et la diffusion des textes et théories lesbiennes, et rendu compte des efforts des jeunes gays et lesbiennes à devenir visibles et à s'affirmer dans la société.